# Блукаючі струми
Блука́ючі стру́ми — струми витоку (відтоку) в землю із заземлених електричних пристроїв (рейок електротранспорту, робочих заземлень електропередачі, силових кабелів у місцях порушення ізоляції тощо).
Форма, амплітуда і напрям Б.с. непостійні.
На гірничих роботах Б. с. можуть спричиняти травмування людей, пожежі, вибухи, перешкоди у каналах зв'язку, посилення корозійного руйнування.
У корозійному відношенні Б. с. особливо небезпечні від джерел постійного і випрямленого струмів. У анодних зонах, де струм стікає в землю з металевих частин, руйнування металу відбувається з швидкістю до 10 мм на рік.
Виявлення здійснюється індикаторами блукаючих струмів.

## Захист від блукаючих струмів
Захист від корозії, що викликається Б. с, здійснюють посиленими і поляризованими дренажами, катодними станціями або поляризованими протекторами.